# Данверс (Масачусетс)
Данверс (енгл. Danvers) насељено је место без административног статуса у америчкој савезној држави Масачусетс.

## Демографија
По попису из 2010. године број становника је 26.493, што је 1.281 (5,1%) становника више него 2000. године.
| Група             | 2000.          | 2010.          |
| Белци             | 24.498 (97,2%) | 24.839 (93,8%) |
| Афроамериканци    | 87 (0,3%)      | 282 (1,1%)     |
| Азијати           | 281 (1,1%)     | 500 (1,9%)     |
| Хиспаноамериканци | 210 (0,8%)     | 618 (2,3%)     |
| Укупно            | 25.212         | 26.493         |